# Hermann Mazurkiewitsch
Hermann Mazurkiewitsch (* 12. Oktober 1925) ist ein ehemaliger österreichischer Boxer.
Er wurde 1948 Österreichischer Meister im Bantamgewicht und nahm im selben Jahr an den 14. Olympischen Sommerspielen in London teil, wo er in der Vorrunde gegen Pedro Carrizo aus Uruguay ausschied und Platz 17 belegte.
Bei den Europameisterschaften 1951 in Rom gewann er eine Bronzemedaille im Bantamgewicht. Er besiegte dabei im Achtelfinale den Schweden Lennart Ahlbin und im Viertelfinale den Polen Maksymilian Grzywocz, ehe er im Halbfinale gegen John Kelly aus Irland ausschied.